# Albert Fert
Albert Fert (Carcassonne, 7 marzo 1938) è un fisico francese, premio Nobel per la fisica vinto il 9 ottobre 2007 per le sue ricerche sull'effetto di magnetoresistenza gigante con Peter Grünberg.
Questi studi permisero ai moderni dischi rigidi di superare la barriera del gigabyte. Attualmente è professore all'università di Parigi XI-Orsay e direttore scientifico di un'unità del CNRS/Thales.

## Istruzione
Fu studente all'École Normale Supérieure di Parigi dove si laureò nel 1962. Effettuò un master all'università di Parigi nel 1963 e terminò il dottorato all'Università di Parigi-Sud nel 1970.

## Ricerche
Nel 1988 scoprì l'effetto di magnetoresistenza gigante (GMR) in strati multipli di ferro, cromo. Questa scoperta fece nascere la spintronica. La GMR venne indipendentemente scoperta da Peter Grünberg del Jülich Research Center. Dal 1988, Albert Fert lavora nel settore della spintronica.

## Premi
- American Physical Society International Prize for New Materials (1994),
- Grand prix de physique Jean Ricard dalla Società di Fisica Francese (1994)
- International Union of Pure and Applied Physics Magnetism Award (1994)
- Hewlett-Packard Europhysics Prize (1997)
- Centre National de la Recherche Scientifique Medaglia d'Oro (2003)
- Wolf Prize (2006/7)
- Japan Prize (2007)
- Eletto nell'accademia di scienze francese nel 2004
- Premio Nobel per la fisica (2007), con Peter Grünberg, per la scoperta dell'effetto magnetoresistivo gigante (GMR).[1]